# Сигурд II

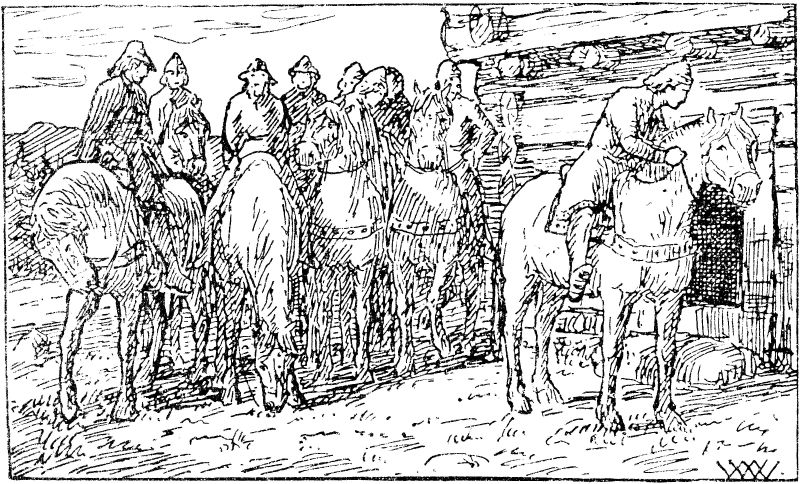
Сигурд Мунн и его люди. Изображение В. Ветлесена, 1899 год.

Сигурд II Харальдссон, известный также как Сигурд Мунн (др.-исл. Sigurðr Haraldsson; 1133 — 10 июня 1155) — король Норвегии с 1136 по 1155 годы. Сын Харальда IV Гилли и его любовницы Торы Гуттормсдоттир (Þóra Guthormsdóttir). Прозвище Мунн (Munn) на древнеисландском означает «рот». Правил совместно с братьями, Инге I, Эйстейном II и Магнусом. Правители эпохи гражданских войн в Норвегии.

## Биография
Сигурд II воспитывался своим дедом Гуттормом в Трёнделаге. В 1136 году, когда Сигурдом Слембе был убит его отец Харальд Гилли, Сигурд вместе со своим братом Инге были провозглашены королями Норвегии. Первые годы их правления прошли в борьбе с претендентами на престол, Сигурдом Слембе и Магнусом Слепым. В 1139 году в битве у Серого Острова войска претендентов были разбиты.
После этого наступил краткосрочный период мира. В период малолетства Инге и Сигурда вокруг них сложилась клика норвежской знати, которая выполняла роль советников и фактических правителей государства. В 1142 году из Шотландии прибыл Эйстейн II Харальдссон, объявивший себя незаконнорождённым сыном Харальда IV. С этого времени Эйстейн становится соуправителем Норвегии вместе с Инге и Сигурдом.
В 1152 году в Норвегию прибыла папская делегация во главе с Николасом Брейкспиром (будущим папой Адрианом IV). Он стал папским легатом в Скандинавии и руководил созданием независимого норвежского архиепископства с кафедрой в Нидарусе (Тронхейме).
Когда Инге и Сигурд выросли, а их прежние советники отошли от дел, короли-соправители начали делить власть. Вспыхнула борьба между братьями. В 1155 году трое братьев съехались в Бергене, где Инге I обвинил Сигурда и Эйстейна в подготовке свержения его с трона. Сигурд отринул обвинения. После этого мать Инге, королева Ингрид и её главный советник Грегориус Дагссон, убедили Инге идти войной на Сигурда. Дом Сигурда Мунна был взят в осаду, и 10 июня (по другим источникам, раньше — 6 февраля) 1155 года он был убит. Тело Сигурда было похоронено в старом соборе Бергена.
Убийство Сигурда не означало конца гражданской войны, напротив, началась её ещё более ожесточенная фаза. Причины, по которым началась война между братьями, неизвестны. По одним данным (саги), они действительно были вызваны желанием Сигурда и Эйстейна свергнуть Инге с престола, по другим — были вызваны агрессивными действиями и амбициями со стороны именно Инге I. В целом «Сага о сыновьях Харальда Гилли» создает довольно негативный образ и Сигурда, и Эйстейна.

## Потомство
У Сигурда Мунна был ряд незаконнорождённых сыновей:
- Хакон II Широкоплечий (1147—1162). Сын Сигурда и Торы. Провозглашен соправителем Инге I после гибели Эйстейна II в 1157 году. Был убит в 1162 году Эрлингом Скаке, после чего сын Эрлинга Магнус V стал королём Норвегии.
- Сигурд Воспитанник Маркуса (1155—1163). Объявлен наследником брата, Хакона II, в 1162 году. Но к власти тот не пришел, он был схвачен и убит в 1163 году.
- Харальд Сигурдссон (умер в 1170-х годах). Сын Сигурда и Кристины Сигурдсдаттер. Был убит сторонниками Магнуса V.
- Сесилия (1155—1186), 1-й муж — шведский лагман Фольквид из Вермланда, 2-й муж — Борд Гуттормссон. Мать ярла Хакона Безумного и короля Норвегии Инге II.

Спорные потомки:
- Сверрир Сигурдссон (1145/1151 — 1202). Объявил себя незаконнорождённым сыном Сигурда Мунна и Гуннхильд. В 1184 году захватил норвежский престол и правил до 1202 года. Подлинность происхождения Сверрира до сих пор не установлена и оспаривается историками.
- Эрик Сигурдссон (умер в 1190), получил от Сверрира титул ярла. Его происхождение тоже не установлено доподлинно.